# ピーター・カルソープ
ピーター・カルソープ（Peter Calthorpe、1949年 - ）は アメリカ合衆国のサンフランシスコベースの建築家、都市デザイナー、都市プランナー。
ニューアーバニズム理論の先駆で持続可能な建築の実践を推進し、1992年に形成されたシカゴベースでのニューアーバニズム推奨団体の創設メンバーである。

## 略歴
ロンドンで生まれ、パロアルトで育つ。エール大学建築スクール卒業。 
1986年に、シム・ファン・デ・リン（Sim Van der Ryn）と一緒にサステイナブルコミュニティを発表し、90年代初頭、「アメリカンメトロポリス：エコロジー、コミュニティ、そしてアメリカンドリームのコンセプト開発とトランジット指向開発（TOD）」を発表。
カリフォルニア大学バークレー校、ワシントン大学、オレゴン大学、ノースカロライナ大学で教えている。 
1989年には「歩行ポケット 110エーカー（45ヘクタール）の概念を提案――歩行者にやさしいまで」で、トランジットは、その中心にある公園で、混合され使用する市街地をリンクし、歩行ポケットの低層高密度住宅、商業、小売の用途を兼ね備えているとし、コンセプトとして、類似点があったエベネザー・ハワードの田園都市から、通常より低密度の住宅郊外の発展に代わることを目的とした。

## 著書
- ピーター・カルソープとシム・ファン・デ・リン （1986） 持続可能な社会：都市、郊外や町のための新しい設計手法（Sustainable Communities: A New Design Synthesis for Cities, Suburbs and Towns.） サンフランシスコ： シエラクラブブックス社。 ISBN 0-87156 629-X
- ピーター・カルソープ：Kelbaugh・ダグ（編） 歩行者ポケットブック, Pedestrian Pocket Book、1989年
- ピーター・カルソープ： 次のアメリカンメトロポリス：エコロジー、コミュニティ、そしてアメリカンドリーム, Princeton Architectural Press、1993
- ピーター・カルソープとウィリアム・フルトン： 地方都市, Island Press, 2001
- ピーター・カルソープ： 気候変動の時代の都市計画（Urbanism in the Age of Climate Change）、Island Press、2010

## 参照
1. ↑  FOCUS;郊外へ遷移指向のアプローチ, ニューヨーク・タイムズ、1991年11月10日
2. ↑  ル・ゲイツ、R.とF・ストラウト（EDS）： シティリーダー, ロンドン、ラウトレッジ、2000